# Waltheria berteroi
Waltheria berteroi är en malvaväxtart som först beskrevs av Spreng., och fick sitt nu gällande namn av J.G.Saunders. Waltheria berteroi ingår i släktet Waltheria och familjen malvaväxter. Inga underarter finns listade i Catalogue of Life.